# Kreuzkapelle (Wettingen)

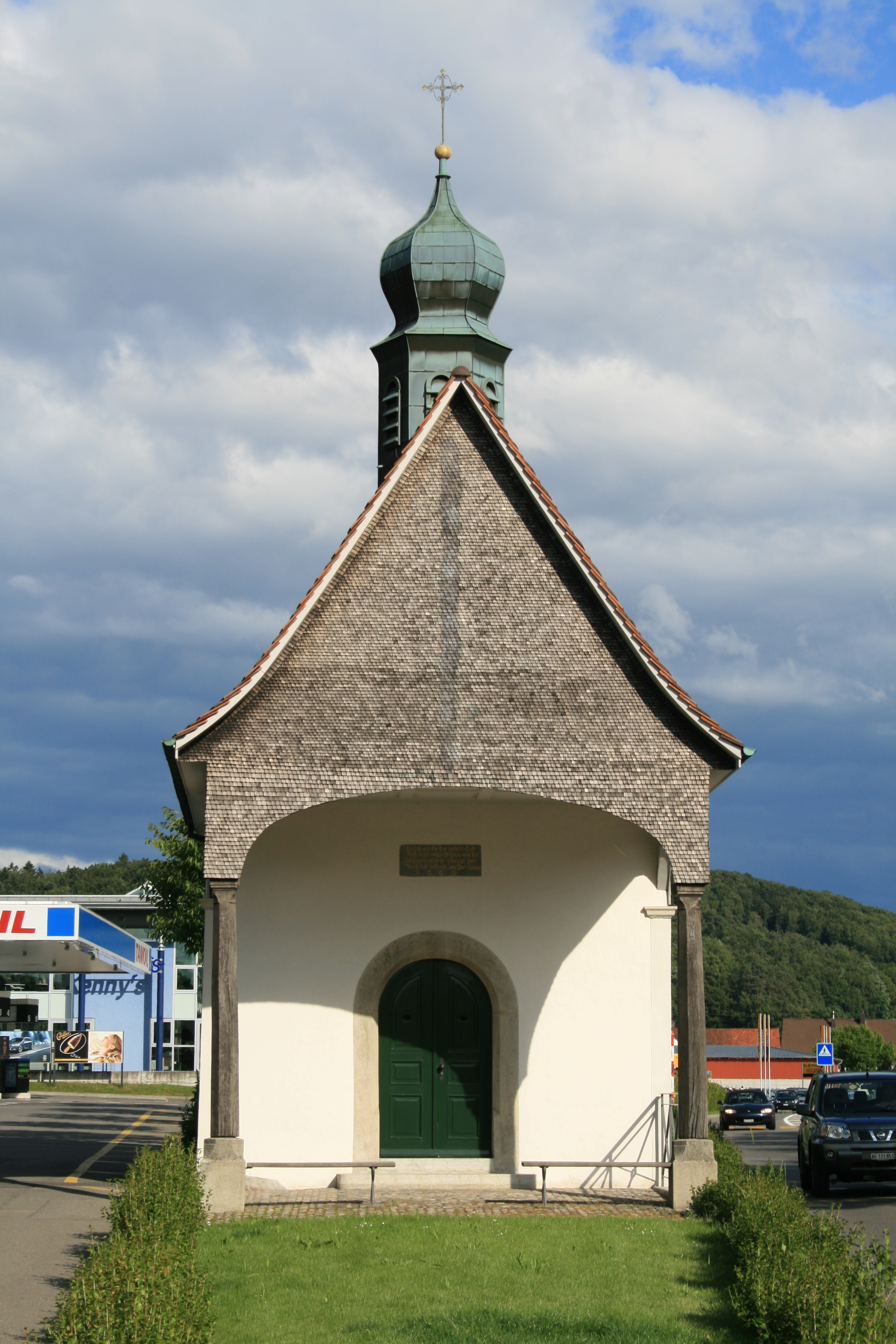
Kreuzkapelle Wettingen

Die Kreuzkapelle in Wettingen ist eine 1660 erbaute Kapelle an der Kreuzung der Strasse nach Otelfingen und Würenlos. Heute liegt sie direkt am östlichen Ortsrand.

## Geschichte
Die Kreuzkapelle wurde im Kreuzungsspitz am Abzweig der damaligen Landstrassen Richtung Otelfingen und Würenlos erbaut. Vor dem Bau der Kapelle gab es nach einer Urkunde aus dem Jahre 1655 bereits ein „Heilig Chreutz-Hüsli“. Da die dortige Zelge schon vorher Kreuzzelg genannt wurde, muss dort bereits vor dem Bau dieser ersten Kapelle ein Wegkreuz gestanden haben. Der Bau der Kreuzkapelle stand unter der Obhut des damaligen Abtes des Klosters und sie ist in der Gyger-Karte von 1667 zu finden.

## Die Kapelle
Die Kreuzkapelle wurde im Jahre 2006 restauriert. Aufgrund von archäologischen und denkmalpflegerischen Untersuchungen wurde sie in dem Zustand wieder hergestellt, in dem sie um 1890 war. Bereits in den Jahren 1826 und 1827 war die Kapelle umfassend renoviert worden, ebenso fanden 1880 Renovationsarbeiten statt. Einige Zeit war die Kapelle mit zwei Glocken bestückt, heute ist nur noch eine vorhanden. Sie war die grössere von beiden, wiegt 120 kg und trägt die Jahreszahl 1796. Über den Verbleib der kleineren Glocke ist nichts bekannt.

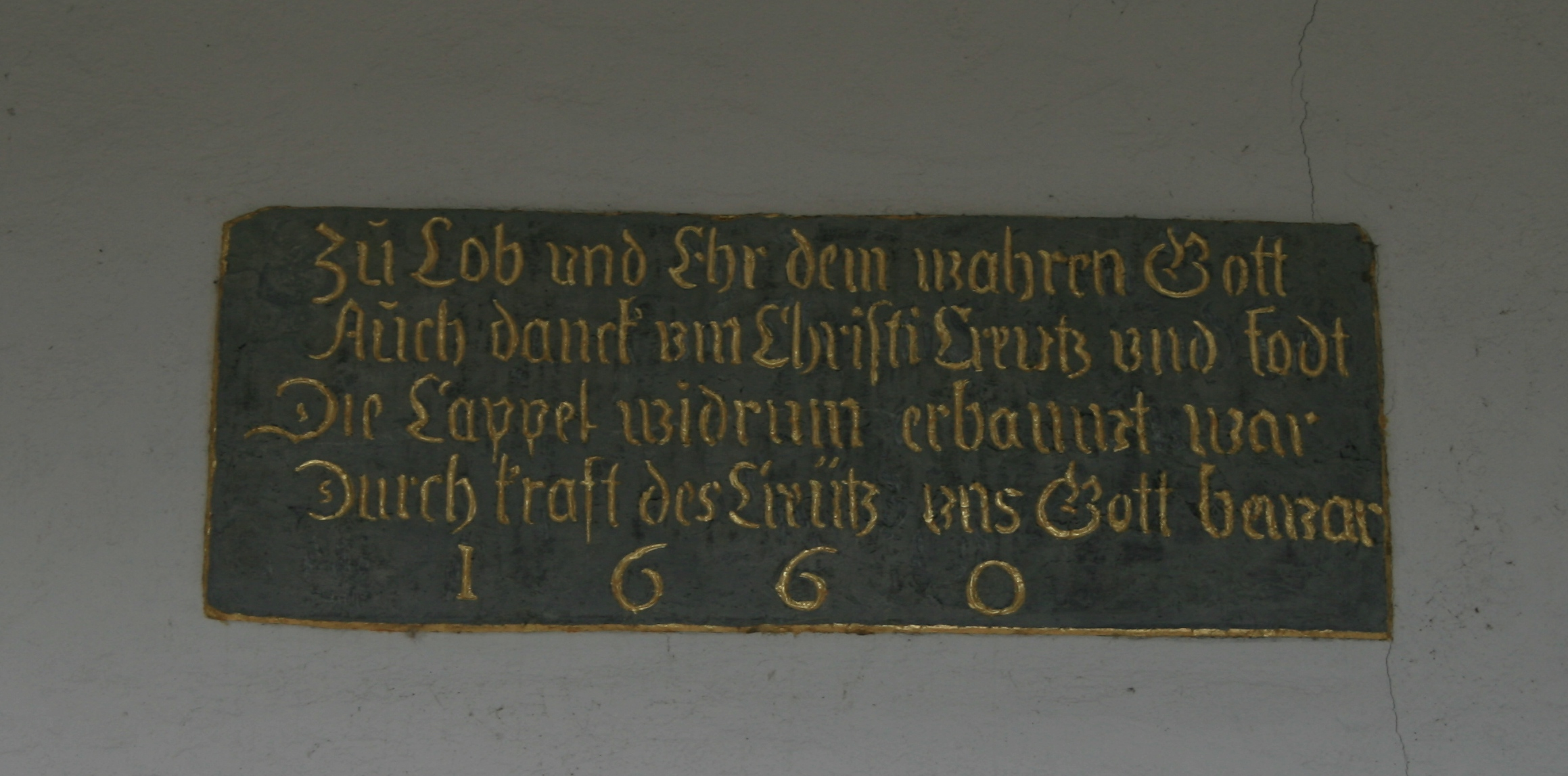
Inschrift über dem Portal

Über dem Eingangsportal der Kapelle findet sich folgende Inschrift:

Zu Lob und Ehr dem wahren Gott

Auch danck um Christi Creütz und Tod

Die Cappel widrum erbauet war

Durch Kraft des Creütz uns Gott bewahr

1660